# René Léonard
René Léonard var en fransk ingenjör och racerförare.
Léonard arbetade för Chenard & Walcker och tillsammans med kollegan André Lagache körde han en av företagets tre bilar i det första Le Mans-loppet 1923. Lagache och Léonard vann tävlingen, före en annan Chenard & Walcker.
Lagache och Léonard vann även Spa 24-timmars 1925.